# Oreocarya oblata
Oreocarya oblata är en strävbladig växtart som beskrevs av Macbride. Oreocarya oblata ingår i släktet Oreocarya och familjen strävbladiga växter. Inga underarter finns listade i Catalogue of Life.